# Triuncidia
Triuncidia är ett släkte av fjärilar. Triuncidia ingår i familjen Crambidae.
Kladogram enligt Catalogue of Life:
| Triuncidia | \| \| Triuncidia eupalusalis \| \| \| \| \| \| Triuncidia ossealis \| \| \| \| |
|            | \| \| Triuncidia eupalusalis \| \| \| \| \| \| Triuncidia ossealis \| \| \| \| |
|            | Triuncidia eupalusalis                                                         |
|            |                                                                                |
|            | Triuncidia ossealis                                                            |
|            |                                                                                |